# پل اینس
پل اینس (به انگلیسی: Paul Ince) زادهٔ ۲۱ اکتبر ۱۹۶۷ بازیکن فوتبال سابق و مربی کنونی اهل انگلستان است که سابقهٔ بازی در تیم ملی فوتبال انگلستان را در کارنامهٔ خود دارد. وی در تاریخ ۹ سپتامبر ۱۹۹۲ نخستین بازی ملی خود را در مقابل تیم ملی فوتبال انگلستان انجام داد و با حضور در ۵۳ بازی ملی، در تاریخ ۲۰ ژوئن ۲۰۰۰ واپسین بازی ملی‌اش را در برابر تیم ملی فوتبال رومانی برگزار کرد.
این بازیکن توانسته در بازی‌های ملی، ۲ گل به ثمر برساند.